# Börje Gyllenbååt
Börje Gyllenbååt, tidigare Robeck, född 16 augusti 1661 i Stockholm, död 26 juli 1743 i Stockholm, var en svensk ämbetsman.

## Biografi
Börje Gyllenbååt föddes 1661 i Stockholm. Han var son till borgmästaren Mattias Robeck och Brita Jönsdotter Gerdslowia. Gyllenbååt blev 2 november 1685 kassör vid amiralitetet och 19 februari 1690 kommissarie på sjöexpeditionen i Holland. Han fick 27 maj 1719 titeln överkommissarie. Den 28 maj 1719 adlades han tillsammans med sin måg Casper Lampa till Gyllenbååt och introducerades i Sveriges riddarhus 1720 som nummer 1602. Gyllenbååt avled 1743 i Stockholm.

### Familj
Gyllenbååt gifte sig 11 november 1686 med Maria Pincier (född 1667). Hon var dotter till kommissarien Aegidius Hermansson Pincier och Catharina Isaksdotter Vogdt. De fick tillsammans barnen kaptenen Carl Gyllenbååt (1690–1714), Birgitta Maria Gyllenbååt (född 1691), Aegidius Gyllenbååt (1693–1717), Catharina Gyllenbååt (1694–1744) som var gift med hovrättsrådet Casper Gyllenbååt, Maria Elisabet Gyllenbååt (1695–1710), Sofia Gyllenbååt (född 1697), sergeanten Birger Gyllenbååt (1700–1718) vid livgardet, kaptenen Gustaf Gyllenbååt (1701–1752), Regina Sofia Gyllenbååt (1709–1734) som var gift med överdirektören Jakob Nordencreutz och nio barn.